# Lejamaní
Lejamaní es un municipio del departamento de Comayagua en la República de Honduras.

## Toponimia
Lejamaní significa en lenca: "lugar donde se tallan piedras preciosas."

## Límites
El municipio está ubicado en el sur del centro del Departamento de Comayagua. Está en el Valle de Comayagua, al pie de la Montaña Playón y al sur del Río Tepanguara. Se halla al sur oeste de la ciudad de Comayagua (a 12 km) y al norte de la ciudad de La Paz, cabecera del departamento con el mismo nombre (a 6 km).
| Orientación | Límite                             |
| ----------- | ---------------------------------- |
| Norte       | Municipio de Ajuterique, Comayagua |
| Sur         | Municipio de La Paz, La Paz        |
| Este        | Municipio de Comayagua, Comayagua  |
| Oeste       | Municipio de La Paz, La Paz        |

## Historia

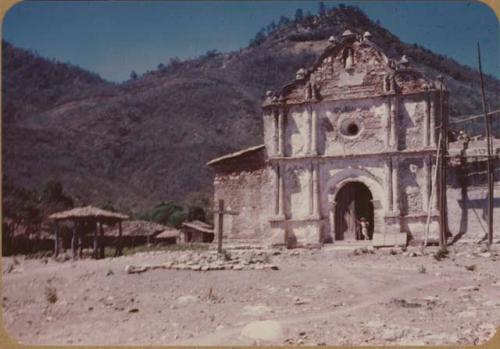
Lejamaní en 1947.

Según El Anuario de Vallejo, Lejamaní fue fundado en 1630 como aldea Dexamano, siendo encomendado a Felipe II, rey de España. como los indios no podían pronunciar la D, le llamaban Lejamane, y por último, Lejamaní, nombre que significa «Lugar donde se tallan las piedras preciosas».
En el recuento de la población de 1791, Lejamaní era un curato de Ajuterique y le dieron categoría de municipio según acuerdo nº 23 emitido por el Poder Ejecutivo el 13 de septiembre de 1842, formando parte del Distrito de Comayagua.

## Cultura
Los primeros habitantes eran descendientes de Comayagua y de Jano, departamento de Olancho. Los aborígenes de Lejamaní son de origen lenca, hallándose en el municipio muchas tradiciones y costumbres que son propias de es cultura, por ejemplo: su forma de cargar los niños u otros, atados con una cinta en la frente el cual a su vez le sostienen en las espaldas caminando grandes distancias; su dieta alimenticia en torno al maíz, y el tradicional “Guancasco” que se realiza todos los años entre las comunidades de Lejamaní y Comayagüela.
Sus fiestas patronales son: el 24 de junio en honor al patrón San Juan y el 17 de diciembre, día de la Virgen de Los Dolores.

## Economía
Entre los principales productos de agricultura está el maíz, frijol, arroz, cebollas y frutas.
Entre la principal ganadería en el municipio están los bovinos, equinos y porcinos. Además están los pollos, gallos y las gallinas como ganadería principal en el municipio.

## Geografía
Se encuentra La Chorrera, una pequeña caída de agua de unos 70 metros de altura, rodeada de naturaleza, y el Cerro la Cruz o conocido también como “Cerro Gorra de Cuero”.

## Política
| Puesto        | Titular                         | Partido político       |
| ------------- | ------------------------------- | ---------------------- |
| Alcalde       | Francisco Méndez Rodríguez      | Libertad y Refundación |
| Vicealcaldesa | Luz Dariela Jiménez López       | Libertad y Refundación |
| Regidor 1     | José Marvin Suazo               | Partido Nacional       |
| Regidora 2    | Julia Lorena Flores Mejía       | Libertad y Refundación |
| Regidora 3    | Dinora Esperanza Membreño Girón | Partido Nacional       |
| Regidor 4     | Henrry Gualdimer Cálix Castro   | Libertad y Refundación |
| Regidor 5     | Víctor Manuel Silva Tórrez      | Partido Nacional       |
| Regidora 6    | Antonia Padilla Méndez          | Libertad y Refundación |

## División administrativa
- Aldeas: 1 (2013).
- Caseríos: 11 (2013).

La cabecera municipal, Lejamaní, se ubica un poco al noroeste del centro del municipio. 
| Código administrativo | Aldea    |
| --------------------- | -------- |
| 030901                | Lejamaní |

## Fuente
- Flores, Fredy; Sergio Palacios (2009). Honduras Geográfica. Ediciones Ramsés. p. 77.